# Nikolaj Dimitrijevič Olsufjev
Nikolaj Dimitrijevič Olsufjev (rusko Николай Дмитриевич Олсуфьев), ruski general, * 1779, † 1817.
Bil je eden izmed pomembnejših generalov, ki so se borili med Napoleonovo invazijo na Rusijo; posledično je bil njegov portret dodan v Vojaško galerijo Zimskega dvorca.

## Življenje
26. septembra 1786 je pričel aktivno vojaško službo kot zastavnik v Izmailovskem polku. V letih 1789-90 je sodeloval v bojih proti Švedom v sestavi vojne mornarice. leta 1795 je bil povišan v stotnika in čez dve leti že v polkovnika. 8. aprila 1798, pri 25. letih, je bil povišan v generalmajorja in postal je poveljnik Brjažskega mušketirskega polka. 
Leta 1800 ga je car Pavel I. Ruski odpustil iz vojaške službe, a ga je jeseni leta 1801 novi car Aleksander I. Ruski aktiviral in imenoval za poveljnika Viborškega mušketirskega polka. V bojih s Francozi je bil dvakrat ranjen in 30. avgusta 1807 je bil povišan v generalporočnika ter imenovan za poveljnika 22. pehotne divizije, ki je bila garnizirana v Moldaviji. 
V letih 1809-10 se je boril proti Turkom in leta 1811 je postal poveljnik 17. pehotne divizije (v sestavi 1. zahodne armade). Pozneje je postal poveljnik 2. ter 9. pehotnega korpusa; 19. decembra 1812 je bil povišan v generalmajorja. 10. februarja 1814 je bil njegov korpus obkoljen in bil ujet. Potem, ko so zavezniške sile zajele Pariz, je bil izpuščen iz vojnega ujetništva. 
Ko se je vrnil nazaj v Rusijo, je bil konec leta 1814 imenovan za poveljnika 4. pehotnega korpusa. Leta 1820 je bil imenovan za senatorja, a je leta 1821 zaradi paralize izgubil glas in tako ni mogel več zasesti položaja. 
Uradno je bil odpuščen šele leta 1831.